# Aspiravi
De Aspiravi Groep of Aspiravi is een Belgische elektriciteitsproducent (vooral uit windenergie), en een energieleverancier van hernieuwbare energie. Het beheert 421 windturbines, waarvan 234 windturbines op land in België en 172 windturbines in de Belgische Noordzee, en daarnaast ook in het buitenland.

## Geschiedenis
Aspiravi bouwt sinds 2002 windenergieprojecten.

## Organisatie

### Aspiravi Holding
Aspiravi Holding nv heeft vier aandeelhouders: de holdings CREADIV nv, EFIN nv, FINEG nv en Nuhma cv, waarvan de aandeelhouders uiteindelijk 94 Belgische steden en gemeenten zijn. Het is samen met de Vlaamse Energie Holding eigenaar van Aspiravi, Aspiravi Energy, Aspiravi Trading en Aspiravi International.

### Aspiravi Energy
Aspiravi Energy nv is sinds 2015 een elektriciteitsleverancier, 100% uit hernieuwbare bronnen (windmolenparken, zonne-energie, waterkracht en biomassa). Het levert aan de burger-coöperanten van de coöperatieve vennootschappen waar de Aspiravi Groep mee samenwerkt: Aspiravi Samen cv, Limburg wind cv, Wind voor “A” cv en ECO2050 cv.
Aspiravi Energy levert ook aan energie-intensieve bedrijven. Een klant is Google.

### Aspiravi Samen
Aspiravi Samen cv is sinds 2010 een coöperatieve vennootschap, opgericht door onder andere Aspiravi nv en Hefboom, om omwonenden de mogelijkheid te geven mee te investeren in bestaande windturbines of windturbines in opbouw.
Aspiravi Samen had in 2024 ruim 4.000 burger-coöperanten, die samen met ruim 10 miljoen euro kapitaal deelnamen aan de windenergieprojecten van Aspiravi nv.

## Windparken
Belangrijke windparken zijn:
- In de Noordzee: 
  - Northwind (deels)
- 4 windturbines van het Windpark Gistel E40 in Gistel (2007)
- 4 windturbines in Oostkamp nabij het autosnelwegknooppunt Brugge (2023)[7]